# Taeniotes boliviensis
Taeniotes boliviensis là một loài bọ cánh cứng trong họ Cerambycidae.